# Ломакинский сельсовет (Курская область)
Лома́кинский сельсовет — упразднённое муниципальное образование со статусом сельского поселения в Рыльском районе Курской области.
Административный центр — деревня Свобода.

## История
Статус и границы сельсовета установлены Законом Курской области от 21 октября 2004 года № 48-ЗКО «О муниципальных образованиях Курской области».
Законом Курской области № № 76-ЗКО от 07 ноября 2017 года были упразднёны Бобровский сельсовет и Ломакинский сельсовет, их территории отошли к Дуровскому сельсовету.

## Население
| 2002 | 2010 | 2012 | 2013 | 2014 | 2015 | 2016 |
| ---- | ---- | ---- | ---- | ---- | ---- | ---- |
| 263  | ↘148 | ↘140 | ↘132 | ↘121 | ↘114 | ↘99  |
| 2017 |      |      |      |      |      |      |
| ↘93  |      |      |      |      |      |      |

## Состав сельского поселения
| № | Населённый пункт | Тип населённого пункта          | Население |
| - | ---------------- | ------------------------------- | --------- |
| 1 | Ломакино         | село                            | ↘12       |
| 2 | Первомайский     | посёлок                         | ↘6        |
| 3 | Свобода          | деревня, административный центр | ↘130      |